# Superman nei film

Il simbolo di Superman

A Superman, personaggio dei fumetti DC Comics, sono stati dedicati diversi adattamenti cinematografici. I primi quattro furono interpretati dall'attore statunitense Christopher Reeve come protagonista: Superman (1978), Superman II (1980), Superman III (1983) e Superman IV (1987). Dopo l'insuccesso di quest'ultimo film, la Warner Bros vagliò diverse alternative per proseguire la saga o ricominciarla da capo: ciò che risultò fu il riavvio della saga, avvenuto con Superman Returns di Bryan Singer nel 2006 e, successivamente un ulteriore riavvio diretto da Zack Snyder intitolato L'uomo d'acciaio (2013), film che ha dato origine al cosiddetto DC Extended Universe.

## Film pre-Donner

### Superman(1941–1943)
Superman è apparso per la prima volta nei cinema in una serie di cortometraggi animati teatrali in 17 parti, tra il 1941 e il 1943. Sono stati distribuiti da Paramount Pictures. Di questi 17 cortometraggi, 9 sono stati prodotti da Fleischer Studios e gli altri 8 dal suo successore, i Famous Studios.
| n.                | Titolo                  | Data di distribuzione originale |
| Fleischer Studios | Fleischer Studios       | Fleischer Studios               |
| ----------------- | ----------------------- | ------------------------------- |
| 1.                | Superman                | 26 settembre 1941               |
| 2.                | The Mechanical Monsters | 28 novembre 1941                |
| 3.                | Billion Dollar Limited  | 9 gennaio 1942                  |
| 4.                | The Arctic Giant        | 27 febbraio 1942                |
| 5.                | The Bulleteers          | 27 marzo 1942                   |
| 6.                | The Magnetic Telescope  | 24 aprile 1942                  |
| 7.                | Electric Earthquake     | 15 maggio 1942                  |
| 8.                | Volcano                 | 10 luglio 1942                  |
| 9.                | Terror on the Midway    | 28 agosto 1942                  |
| Famous Studios    |                         |                                 |
| 10.               | Japoteurs               | 18 settembre 1942               |
| 11.               | Showdown                | 16 ottobre 1942                 |
| 12.               | Eleventh Hour           | 20 novembre 1942                |
| 13.               | Destruction, Inc.       | 25 dicembre 1942                |
| 14.               | The Mummy Strikes       | 19 febbraio 1943                |
| 15.               | Jungle Drums            | 26 marzo 1943                   |
| 16.               | The Underground World   | 18 giugno 1943                  |
| 17.               | Secret Agent            | 30 luglio 1943                  |

### Serial con Kirk Alyn
Le prime apparizioni di Superman sul grande schermo erano in due puntate prodotte dalla Columbia: Superman del 1948 e Atom Man vs Superman nel 1950.

### Superman and the Mole Men(1951)
Superman and the Mole Men del 1951 vedeva George Reeves nei panni del protagonista e Phyllis Coates nel ruolo di Lois Lane.
Da questo film nasce la serie televisiva Adventures of Superman, andata in onda sulla ABC dal 19 settembre 1952 al 28 aprile 1958.

## La serie con Christopher Reeve

### Superman(1978)

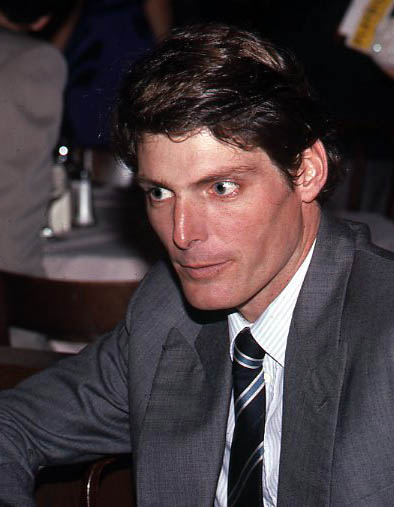
Christopher Reeve, interprete di Superman dal 1978 al 1987

Nel 1973, il produttore Ilya Salkind convinse suo padre Alexander ad acquistare i diritti di Superman dalla DC Comics per realizzare due film girati in contemporanea. I due produttori ingiaggiarono Mario Puzo per scrivere una sceneggiatura, mentre Steven Spielberg fu contattato per dirigere i film. Per la parte di Jor-El fu inizialmente considerato Orson Welles, il quale però rifiutò perché avrebbe accettato solo a patto di dirigere anche il film. Marlon Brando e Gene Hackman firmarono per interpretare Jor-El e Lex Luthor rispettivamente, mentre Guy Hamilton fu assunto per dirigere i film. Tuttavia, Brando causò lo spostamento delle riprese del film dall'Italia all'Inghilterra, e ciò comportò l'esclusione di Hamilton dal progetto, perché lì aveva violato i suoi pagamenti fiscali. I Salkins assunsero, così, Richard Donner per sostituirlo. Donner incaricò Tom Mankiewicz di rielaborare lo script e ingaggiò Christopher Reeve per il ruolo del protagonista, nonostante i Salkinds lo avessero scartato in passato. Il casting di Superman fu il più lungo e difficile di tutto il film: furono scartati moltissimi attori famosi (tra cui Sylvester Stallone e Arnold Schwarzenegger) e la moglie di Donner raccontò che il marito si dannava tanto per cercare l'interprete ideale da aver valutato perfino il proprio dentista.
Per la sua partecipazione al film, Brando si accordò con i produttori ed ottenne un faraonico cachet per recitare in soli pochi minuti di film, consistente in circa 19 milioni di dollari (di cui 3,7 milioni di dollari per la sua interpretazione e circa l'11,75% dei profitti del botteghino). Nonostante l'elevato budget e la percentuale richiesta da Brando, il film ottenne un grandissimo successo sia di pubblico che di critica ed incassò più di 300 milioni di dollari in tutto il mondo. Inizialmente, Brando suggerì che il suo personaggio fosse solo animato così che avrebbe dovuto solamente dare la voce. Gene Hackman, invece, era convinto che nessuno lo avrebbe preso sul serio come attore dopo l'interpretazione comica di Lex Luthor.

### Superman II(1980)
Le riprese dei due film furono segnate dai cattivi rapporti tra Donner e i Salkinds, motivo per il quale venne assunto Richard Lester in qualità di mediatore. Quando il budget fu eccessivamente alto per i produttori, questi ultimi decisero di interrompere le riprese di Superman II per concentrarsi sull'uscita del primo episodio. Nonostante quest'ultimo film avesse ottenuto un successo straordinario per i produttori, i Salkinds preferirono non coinvolgere più Donner alla regia, ma affidarono il progetto del secondo film a Lester. Le scene interpretate da Marlon Brando furono tagliate per ragioni finanziarie, mentre John Williams, compositore della colonna sonora del primo film, non partecipò al secondo episodio per dedicarsi ad altri progetti. Superman II fu un altro successo finanziario e di pubblico per i Salkinds, motivo per il quale questi misero subito in cantiere Superman III.
Del secondo film esiste anche una versione alternativa intitolata Superman II - The Richard Donner Cut che presenta un diverso montaggio voluto dal regista Richard Donner, dal consulente creativo Tom Mankiewicz (che aveva già scritto il primo film) e da Michael Thau. Il film uscì esclusivamente per il mercato DVD nel 2006.

### Superman III(1983)
Per la terza pellicola, Ilya Salkind scrisse una sceneggiatura in cui erano presenti Brainiac, Mister Mxyzptlk come antagonisti e Supergirl come spalla del protagonista. La storia si concentrava sul rapporto tra Brainiac e sua figlia Supergirl e sulla storia d'amore tra quest'ultima e Superman, essendo i due non cugini nella versione scritta da Salkind. La Warner Bros., però, bocciò immediatamente la sceneggiatura. Alla regia fu riconfermato Lester, mentre come co-protagonista fu assunto il comico Richard Pryor. Pryor interpreta un genio dell'informatica che, sotto la manipolazione del miliardario Ross Webster, crea una forma di kryptonite che rende Superman un malvagio. Lo script fu poi rielaborato con l'inserimento di un super-computer, chiaro riferimento a Brainiac. Contrariamente ai primi due film, Superman III ottenne un successo minore anche a causa della troppa comicità creatasi con la presenza di Pryor e la regia di Lester. Fu, così, che i Salkind vendettero i diritti su Superman alla casa di produzione della Cannon Film, la quale distribuì poi Superman IV.

### Supergirl(1984)

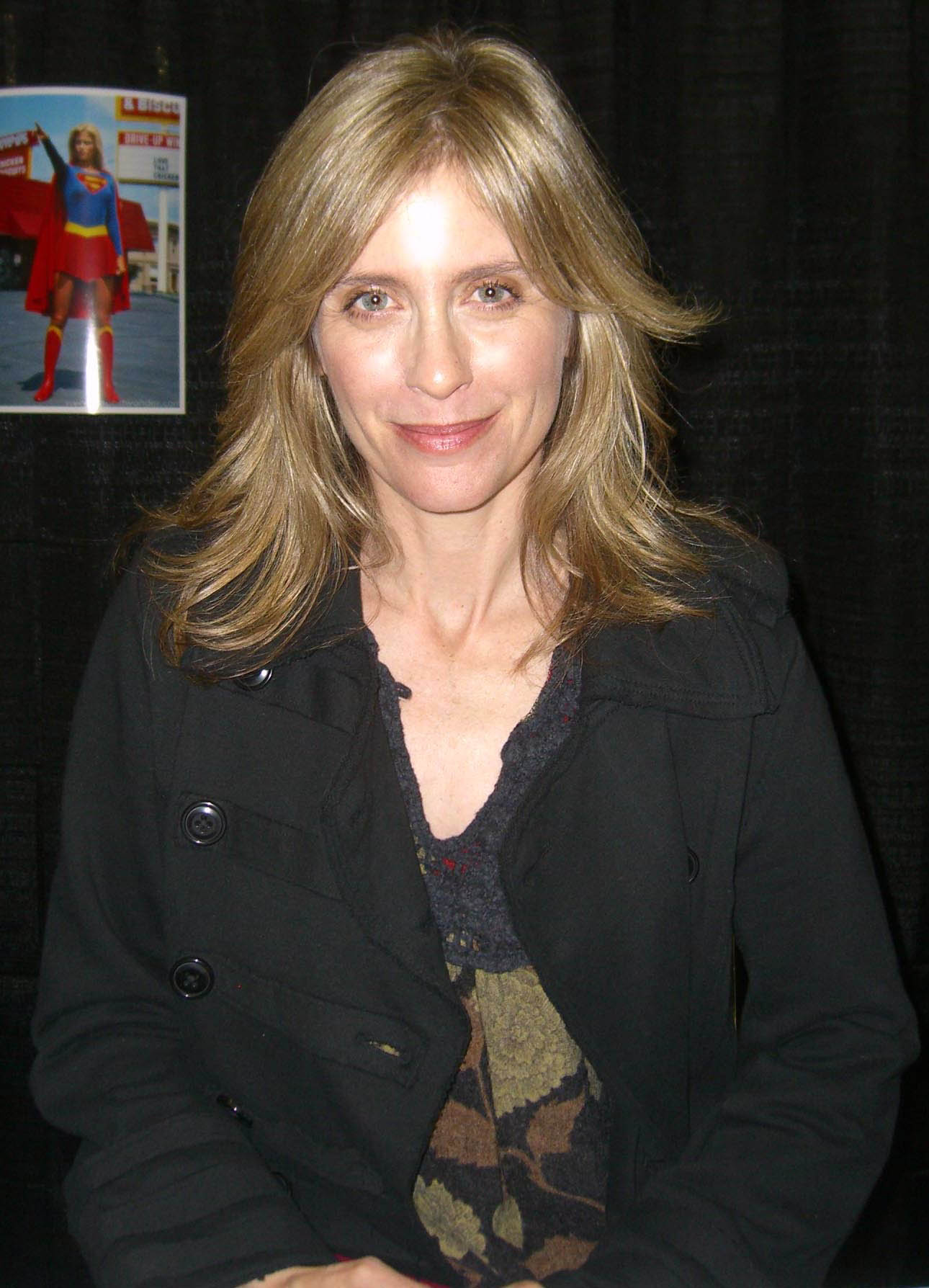
Helen Slater, interprete di Supergirl nel 1984

Dopo il terzo film su Superman, i produttori, avendo comprato anche i diritti di Supergirl, decisero di produrne un adattamento cinematografico. Il film fu distribuito nel 1984. Per la parte della protagonista fu scelta l'emergente Helen Slater mentre Marc McClure riprese il ruolo di Jimmy Olsen che aveva rivestito in tutti gli adattamenti al fianco di Christopher Reeve. Il film ottenne scarsi risultati al botteghino e critiche negative.

### Superman IV(1987)
La Cannon Films comprò i diritti di sfruttamento di Superman dai Salkind e convinse Christopher Reeve a riprendere il ruolo dell'eroe e a scrivere la storia del film. Reeve decise di prendere in considerazione il tema delle armi nucleari; la partecipazione dell'attore convinse molti membri del cast originale a tornare per il quarto film, come Gene Hackman (assente nel terzo film). La Cannon, tuttavia, si vide costretta a tagliare gran parte del budget del film (da 35 a 15 milioni di dollari.) e ciò comportò l'eliminazione di molte scene, causando così molti buchi nella trama, e l'ausilio di effetti speciali mediocri. A causa di questi problemi, il film ottenne pessime critiche e un incasso molto basso.

### Il mai realizzatoSuperman V
Dopo l'insuccesso al botteghino di Superman IV: The Quest for Peace, la Cannon Films prese in considerazione la continuazione della saga e affidò la regia del quinto episodio a Albert Pyun. I problemi finanziari che attanagliavano la società cinematografica negli anni novanta (il fiasco di Superman IV fu partecipe a essi) la portarono al definitivo fallimento nel 1993, di conseguenza i diritti cinematografici del personaggio tornarono a Ilya e Alexander Salkind. La storia fu scritta nei primi anni novanta per mano dei Salkind - inizialmente, che la intitolarono Superman V e successivamente Superman: The New Movie (esprimendo l'intenzione di produrre un reboot). A stendere una sceneggiatura completa furono invece incaricati Cary Bates e Mark Jones, autori della serie televisiva Superboy. La trama concerneva la guerra civile su Krypton e la morte e rinascita di Superman. In coincidenza del fatto che, al tempo dello sviluppo del film è stato pubblicato il fumetto The Death of Superman, è da chiarire che la sceneggiatura è antecedente di qualche tempo alla scrittura della linea fumettistica.
Il trio sceneggiatore sviluppò un secondo copione, da utilizzare come alternativo, e in ambedue i casi era previsto il ritorno di Christopher Reeve nelle vesti del supereroe. Alcuni problemi finanziari che colpirono i Salkind, portarono la Warner Bros. a comprare i diritti del superuomo approfittando della situazione. Jon Peters fu incaricato del quinto film, e dopo aver letto la sceneggiatura di Superman: The New Movie decise di non procederlo ulteriormente, affidando il nuovo progetto a Jonathan Lemkin.

## Progetti irrealizzati

### Superman Reborn
Sull'onda del successo ricavato dalla storia a fumetti La morte di Superman, la Warner Bros. si convinse che per il quinto film ci si sarebbe dovuti basare proprio su di esso; dopo aver acquistato all'inizio del 1993 i diritti cinematografici del personaggio dai Salkind, passò il progetto del quinto film al produttore di fiducia Jon Peters.
Annullando il precedente Superman: The New Movie portato avanti dai Salkind e Bates per un po' di tempo, Peters incaricò Jonathan Lemkin di scrivere la sceneggiatura. Sui toni da adottare per il nuovo film, Lemkin chiarì le sue intenzioni di portare avanti un "film per famiglie" in mainstream, ovvero un film adatto a tutti ma indirizzato specialmente alle nuove generazioni degli anni novanta.
La American International Toy Fair fece pressione su Lemkin affinché questi gli mostrasse la sceneggiatura, e se giudicata adempiente sarebbe partita la produzione su scala di prodotti derivati (es. giocattoli) destinati al commercio.
Dopo aver rifinito la sceneggiatura, Lemkin la intitolò Superman Reborn: la trama concerneva il turbolento rapporto tra Clark Kent/Superman e Lois Lane, che si sarebbe risolto solo dopo lo scontro con Doomsday, alla fine del quale il supereroe sarebbe risultato sconfitto e ucciso dall'indomabile nemico. La purezza dell'amore di Lois e Clark avrebbe portato alla nascita di un bambino, che in un arco di poche settimane sarebbe cresciuto a un'età di 21 anni con nuovi poteri e mostrandosi come il Superman risorto capace di sconfiggere Doomsday e salvare il mondo.
La sceneggiatura non fu gradita alla Warner Bros., che la considerava simile a Batman Forever per alcune tematiche narrative proposte; Peters ricercò quindi in Gregory Poirier, che in precedenza aveva scritto Rosewood dove Peters figurava come produttore, l'uomo adatto per riscriverla. Nel dicembre 1995 la sceneggiatura era completa, e per certi versi poteva ricordare la precedente scritta da Lemkin, nella quale Superman perisce sotto i colpi degli alieni: Brainiac, Doomsday e Cadmus. Quest'ultimo decide in seguito di aiutare il risorto Superman costruendogli un vestito cibernetico che in parte riproduce i perduti poteri kriptoniani, fino a quando all'eroe non ricompaiono e sconfigge i suoi avversari. Altri nemici apparsi nel corso della trama sono Parassita e Silver Banshee. Il concetto Phin-Yar è molto simile a la forza di Guerre stellari.

### Superman Lives
La sceneggiatura di Poirier impressionò non poco la Warner Bros., ma Kevin Smith si propose di riscriverla per un progetto molto più vasto: The Death of Superman, che successivamente sarebbe stato cambiato in Superman Lives. Secondo Smith, il film di Poirier non rispettava correttamente il fumetto. Nel 1996 Kevin Smith scrisse una sceneggiatura che narrava la morte e la rinascita di Superman. Smith modificò molte caratteristiche di Superman dei fumetti, come ad esempio il costume, non più blu e rosso ma nero, e, inoltre, l'eroe non avrebbe dovuto volare. Altri dettagli conosciuti: l'inclusione di un ragno gigante per antagonista (idea riciclata dal produttore Jon Peters per Wild Wild West), Brainiac che combatteva contro due orsi polari ed era accompagnato da un robot di nome L-Ron, definito con entusiasmo da Smith "una specie di R2-D2 gay", mentre Lex Luthor aveva un cane spaziale. Smith aveva pensato anche all'intero cast: Ben Affleck per Superman, Linda Fiorentino per Lois Lane, Jack Nicholson per Lex Luthor, Famke Janssen per Mercy, John Mahoney per Perry White, David Hyde Pierce per l'Eradicatore, Michael Keaton per Batman, Joey Lauren Adams per Cat Grant, Jason Lee per Brainiac, Jason Mewes per Jimmy Olsen, Walter Flanagan come Doomsday e Meryl Streep e Renée Zellweger come due orsi polari affrontati da Brainiac.
In seguito, Tim Burton venne assunto come regista e si mise a lavorare in una direzione diversa da Smith. Wesley Strick venne scelto da Burton per riscrivere la sceneggiatura di Smith mentre Nicolas Cage grande fan del fumetto, fu ingaggiato per interpretare Clark Kent/Superman. Nel cast, oltre a Cage, erano stati approcciati Kevin Spacey per il ruolo di Lex Luthor, e Christopher Walken per la parte di Brainiac, ruolo per cui era stati provinati anche Tim Allen e Jim Carrey. Courteney Cox fu considerata per il ruolo di Lois Lane. Anche Michael Keaton confermò la sua partecipazione, ma quando gli si chiese se avrebbe reinterpretato Batman, l'attore si limitò a rispondere: "Non esattamente." L'Industrial Light & Magic si mise al lavoro per realizzare gli effetti speciali della pellicola. Il Braniac di Burton aveva un look quasi horror, con molti corpi ma tutti di aspetto ragniforme Nel film avrebbe dovuto essere presente anche il supercriminale Deadshot.
Le riprese vennero fissate originariamente per l'inizio del 1998. Nel giugno 1997, Superman Lives entrò in pre-produzione. Rick Heinrichs fu assunto come scenografo La storia riscritta da Strick vede Superman morire nel corso di un combattimento tra Brainiac e Lex Luthor che si amalgamano in Lexiac, descritto come "un mega-villain schizo-spaventoso" (l'idea venne in seguito riciclata nella serie animata della Justice League di Bruce Timm e Paul Dini). In seguito, l'eroe viene resuscitato dal potere di K, una forza naturale che rappresenta lo spirito di Krypton. Lo scenografo Sylvain Despretz venne incaricato di creare qualcosa che non avesse niente a che vedere con i fumetti. La produzione voleva un vero e proprio "show di giocattoli per bambini". L'Eradicatore, ad esempio, venne concepito per trasformarsi in un veicolo volante. Burton programmò le riprese a Pittsburgh, città scelta per rappresentare Metropolis. La Warner, in seguito, ritenne lo script di Strick troppo costoso e assunse Dan Gilroy per riscrivere la sceneggiatura. Il budget passò, dunque, da 190 a 100 milioni di dollari. Nonostante ciò, il progetto fu bloccato e Burton abbandonò definitivamente il film per dedicarsi a Sleepy Hollow. Per il film furono spesi, inutilmente, circa 30 milioni di dollari. Burton ribadì che la sua esperienza con Superman Lives fu una delle peggiori della sua vita e che, a causa di questo film, perse almeno un anno della sua carriera.
Dopo l'addio di Burton, Ralph Zondag, Michael Bay, Shekhar Kapur, Martin Campbell, Brett Ratner, Simon West e Stephen Norrington furono considerati per sostituirlo. Nel giugno 1999, William Wisher Jr. fu assunto per riscrivere la sceneggiatura, venendo assistito da Nicolas Cage. Tuttavia, Cage abbandonò il progetto nel giugno 2000, mentre Wisher modificò ulteriormente lo script rendendolo molto più simile a Matrix. Oliver Stone fu contattato per dirigere lo script di Wisher, ma declinò. Per il ruolo di Superman si offrì anche Will Smith, che però venne rifiutato perché di etnia diversa dall'Ultimo Figlio di Krypton.
La storia del film viene raccontata in un documentario, finanziato anche grazie al crowdfunding, intitolato The Death of Superman Lives: What Happened?, diretto da Jon Schnepp, in cui, tra le altre cose, appare anche Cage mentre prova il costume di Superman. Il documentario è disponibile on demand in America dal 9 luglio 2015.
Quello che ci guadagnò effettivamente di più dalla caotica vicenda fu proprio Nicolas Cage: fu pagato ben 20 milioni di dollari per interpretare la parte che poi non dovette nemmeno interpretare.

### Batman vs. Superman
Sul finire del 1999, i media specularono su un progetto, poi mai realizzato, per portare sul grande schermo i supereroi Superman e Batman, che avrebbe coinvolto Richard Donner (regista di Superman), Daniel Day-Lewis e Mel Gibson. Nell'agosto 2001, Andrew Kevin Walker propose alla Warner Brothers Batman vs. Superman, la cui regia sarebbe dovuta andare a Wolfgang Petersen, mentre la sceneggiatura al duo McG e Paul Attanasio.
Poco tempo dopo, Petersen venne incaricato come produttore esecutivo e supervisore allo script, oltre che regista., e dichiarò: 
All'inizio alleati, si scontreranno per le loro filosofie diverse. Lo script si basa molto sui personaggi, voglio attori e non dei corpi. Entrambi gli eroi attraverseranno un conflitto interiore: Superman è sempre sicuro di ciò che è giusto e ciò che è sbagliato, ma oggi la scelta non è più così facile, Batman invece è su un sentiero di autodistruzione.»
Durante la fase di pre-produzione, venne fissata come data di inizio riprese il febbraio 2003 per una lavorazione di 5/6 mesi, e come data di distribuzione l'estate 2004. Il revival sarebbe stato un nuovo inizio per entrambe le serie cinematografiche.
Il casting cominciò a metà del 2002. Per l'interpretazione di Batman vennero proposti George Clooney (già partecipe in Batman & Robin), Johnny Depp, Jude Law e Paul Rudd, mentre per Superman furono in lizza John Travolta, Brad Pitt, Vince Vaughn e Colin Farrell. Le scelte finali puntarono su Christian Bale come Batman e Josh Hartnett per Superman, ma a quel punto la sceneggiatura venne commissionata e il progetto ritirato in favore di singoli diversi per le due serie. Il team-up fu infatti annullato nell'agosto 2002 a causa degli impegni di Petersen nel dirigere Troy, ma anche perché J. J. Abrams propose alla Warner un progetto promettente, Superman: Fly-by.
Verso la fine del 2001, Harry Knowles pubblicò su Ain't' Cool News la sceneggiatura originale di Andrew Kevin Walker, nella quale Lex Luthor Jr. eredita la Luthor Corporation dopo la morte del padre e i giornalisti Clark Kent e Lois Lane viaggiano verso Gotham City per scrivere un articolo circa le attività illecite della Luthor Corp. Qui Batman scopre che dietro la produzione di robot da guerra per l'esercito, vi sono progetti riguardo alla kryptonite. I due eroi infine uniscono le loro forze. Nel febbraio 2002, J. J. Abrams venne assoldato per scrivere una storia su cui partire, la Warner Brothers - a detta di Abrams - voleva un ritorno alle origini di Superman. Dopo il completamento dello scripting da parte di Abrams, anche Akiva Goldsman propose una sua storia. Entrambe vennero poi scartate.
La sceneggiatura di Goldsman risalente al 2002 fu in seguito pubblicata sul world wide web e riportava la trama del film: cinque anni dopo la morte di Robin e Alfred, Bruce Wayne si è ritirato dal ruolo di Batman e Lois Lane ha lasciato Clark (che più tardi nel film tornerà a Smallville e riscoprirà l'amore per Lana Lang). Il giorno del matrimonio di Bruce, Joker ricompare improvvisamente e uccide la sua sposa e l'uomo arriva a litigare con Clark per non essere riuscito a impedire la morte della compagna. I due si separano e Superman trascorre buona parte del film a pensare qual è la cosa giusta da fare prima di essere rassicurato da Lana. Batman e Superman arrivano infine a scontrarsi tra di loro quando Superman vuole impedire a Batman di uccidere Joker: ne segue una lotta molto simile al fumetto Il ritorno del Cavaliere Oscuro interrotta però dall'intervento di Joker e Lex Luthor che rivelano come il tutto sia stato un piano ordito dai due per distruggere i due supereroi (perfino la moglie di Bruce era stata in realtà ingaggiata da Joker). Gli eroi uniscono le forze e riescono infine a sconfiggerli. Il film si conclude con la riappacificazione di Superman e Batman che vanno al bar insieme. La sceneggiatura pubblicata online ricevette diverse critiche dagli appassionati per la scelta di eliminare personaggi importanti come Alfred e Robin, per la caratterizzazione di Batman (la cui unica regola fondamentale è appunto di non uccidere mai, nemmeno Joker) e Superman e per il plot di separare Superman e Lois e rimettere il primo con Lana (scelta probabilmente dovuta al fatto che in quel periodo andavano in onda le prime stagioni della popolare serie televisiva Smallville e all'epoca la storia d'amore tra Clark e Lana era sotto gli occhi di tutti).

### Superman: Flyby
Dopo la cancellazione di Superman Lives e di Batman vs. Superman, nel quale era stato coinvolto Wolfgang Petersen, nel 2002 passò agli occhi della Warner Bros. una nuova promettente sceneggiatura scritta da J. J. Abrams: Superman: Flyby. La trama era un ritorno alle origini che mostrava la guerra civile su Krypton, l'incarcerazione e suicidio di Jor-El, la morte e la resurrezione di Clark Kent/Superman e la sconfitta di malvagi kryptoniani giunti sulla Terra, con la decisione infine di tornare al suo pianeta natale; un cliffhanger su cui Abrams si era deciso a lavorare per la scrittura di un possibile sequel.
Brett Ratner si accordò per dirigere il film nel settembre 2002, con l'inizio lavorazione previsto per la fine del 2003. La difficoltà nel trovare un attore sconosciuto per la parte del superuomo portò Ratner a contattare Jude Law e Josh Hartnett. Le vaste proporzioni del progetto portarono Ratner alla conclusione che si sarebbero dovuti produrre almeno tre film basati sulla sceneggiatura, per un arco generale di 10 anni, ed Hartnett, cui venne proposto un compenso di 100ml $, declinò per il lungo periodo di legame contrattuale.
In concomitanza alle difficoltà riscontrate nel corso dello sviluppo, il bilancio stanziato iniziava a superare i 200ml, escludendo i precedenti milioni spesi per la preproduzione di Superman Reborn, Superman Lives e Batman vs. Superman. Nonostante i problemi legati alla sempre crescente spesa, la Warner Bros. era intenzionata a far uscire il film, fissando di distribuirlo durante l'estate 2004. Nel frattempo Christopher Walken entra in negoziati per interpretare Perry White, mentre Ratner esprime il suo interesse nell'avere Anthony Hopkins e Ralph Fiennes rispettivamente come Lex Luthor e Jor-El.
Tra i collaboratori del film entra a far parte il veterano Christopher Reeve come consulente. Reeve era del parere che Tom Welling (Clark Kent nella serie televisiva Smallville) fosse ideale per la parte anche nel cinema, ma che «il personaggio è più importante dell'attore che lo interpreta, perché contiene una duratura mitologia. Sicuramente dovrebbe essere uno sconosciuto [l'attore nei panni di Superman].» Vengono provinati per la parte Brendan Fraser, Matt Bomer, David Boreanaz (che rifiuta a causa del suo impegno in Angel), Jerry O'Connell mostra interesse, Ashton Kutcher e Victor Webster partecipano a uno screen test (a Webster viene fatto provare l'intero guardaroba di Clark Kent e Superman), mentre Paul Walker è l'unico ad entrare in negoziati. Kutcher rifiuterà la parte del supereroe per motivi lavorativi in primis: al tempo della chiamata era già sotto contratto per il programma That '70s Show, ma dichiarerà in seguito come la maledizione di Superman abbia influito sulla scelta di non accettare il ruolo. Dopo essere stato rifiutato a un'audizione per Superman, Joel Edgerton si presenta per l'antagonista: Ty-Zor.
Nel marzo 2003, Ratner si licenzia, motivando la scelta a causa delle difficoltà riscontrate nella scelta dei membri del cast artistico e il violento comportamento mostrato dal produttore Jon Peters. In conseguenza all'uscita di Ratner dal progetto, McG viene scritturato per sostituirlo.
Sul lato artistico, Fraser insiste per il ruolo del supereroe dichiarando, però, d'essere intimorito dalla fusione dei ruoli, Selma Blair e Scarlett Johansson si concorrono per ottenere la parte di Lois Lane, Shia LaBeouf e Johnny Depp vengono avvicinati da McG per interpretare rispettivamente Jimmy Olsen e Lex Luthor.
La CES Entertainment viene incaricata della produzione degli effetti visivi, con Kim Libreri come supervisore capo di essi e Stan Winston per progettare i prototipi vestiari dei personaggi. Neal H. Moritz e Gilbert Adler entrano a far parte del cast come produttori; Josh Schwartz viene assunto per rimaneggiare la sceneggiatura di Abrams. McG sceglie di effettuare alcune prove di ripresa con dei candidati alla parte del supereroe: tra cui Jason Behr, Henry Cavill e Jared Padalecki. Per la lavorazione vengono indicati paesi come il Canada e l'Australia, il primo escluso in quanto svolgere lì le riprese sarebbe costato alla Warner Bros. circa 25ml $ in più del previsto. Le pressioni della Warner sulla scelta degli studi cinematografici di Sydney per le riprese portarono all'abbandono di McG della macchina da presa, intenzionato a girare tra Canada e New York, e visto secondo lui Superman identificava il cuore dell'America e non sarebbe stato giusto ricercare in un altro continente questo sentimento.
Abrams tornò alla ribalta dopo l'uscita di McG, esprimendo interesse nel poter dirigere la sua sceneggiatura. L'idea di un quinto film di Superman non fu mai abbandonata, ma sembrò improbabile che si sarebbe trovato in tempi brevi un regista interessato a dirigerlo. Invece, quando la Warner propose il film a Bryan Singer, il regista newyorchese decise di dirigere la nuova avventura dell'Uomo d'Acciaio, lasciando a Brett Ratner, che aveva abbandonato il progetto del quinto Superman, il terzo film degli X-Men. Quello che risultò dal lavoro di Singer fu Superman Returns.
Come accaduto per gli altri progetti, anche lo script di Superman Flyby, scritto da J. J. Abrams, fu pubblicato online: su Krypton imperversa da anni una guerra civile e la sola speranza risiede in una profezia che parla di un bambino cresciuto su un altro mondo che metterà fine alla guerra. Jor-El, sovrano di Krypton, spedisce così il giovane principe Kal-El sulla Terra perché si compia il suo destino. Adottato dai Kent, il giovane Clark incontrerà Lois Lane per la prima volta al liceo di cui si innamora subito. Nel frattempo, il suo malvagio cugino Ty-Zor viaggia di pianeta in pianeta alla sua ricerca per ucciderlo prima che possa compiersi la profezia. Quando giungerà infine sulla Terra è ormai adulto e ha assunto il manto di Superman e sarà guerra tra i due. Nel film sarebbe stato presente anche Lex Luthor, qui presentato come scienziato della CIA e in realtà un kryptoniano infiltrato fedele a Ty-Zor. Ancora: Jimmy Olsen sarebbe stato omosessuale con un accento di Brooklyn, Superman avrebbe affrontato dei guerrieri ninja venuti dallo spazio nella sua prima apparizione in costume, Superman sarebbe morto per salvare Lois Lane e Jor-El si sarebbe suicidato così da incontrare il figlio nell'aldilà e riportarlo in vita, i kryptoniani sarebbero infine stati sconfitti quando dei jet militari gli lanciano addosso dei missili alla kryptonite. Le scene di lotta venivano descritte come "un mist di arti marziali e colpi di blaster". Le reazioni dei fan furono generalmente sfavorevoli.

## Il film di Singer e la trilogia proposta da Millar

### Superman Returns(2006) e la pre-produzione del sequel
Al regista Bryan Singer, dopo aver realizzato i fortunati primi due capitoli della saga degli X-Men, venne affidato il progetto di un nuovo film sull'eroe. Singer scelse Brandon Routh come protagonista, e nel 2006 realizzò Superman Returns. Il reboot prodotto da Singer non ottenne il successo sperato, ma nonostante ciò gli venne affidato un sequel, Superman: The Man of Steel, annullato dopo alcuni anni di avanzata preproduzione.
Annunciata infatti nel febbraio 2006 e prevista per fine 2009, associando Gilbert Adler, la pellicola vedeva Jon Peters e Singer come produttori, con Chris Lee esecutivo; la Legendary Pictures fissava di coprire il 50% delle spese tramite accordi con la WB, quest'ultima prevedeva di finanziare la restante parte; per un bilancio di produzione finale stimato non superiore ai 175.000.000$. Il cast artistico principale annuncia un sicuro ritorno, con Kate Bosworth entusiasta nell'interpretare Lois Lane, Kevin Spacey che fissa di riprendere le scene che lo coinvolgono in non più di sei settimane, Brandon Routh pronto fisicamente e mentalmente per la parte del superuomo, Tristan Lake Leabu annuncia di ritornare come Jason White, mentre il contratto standard firmato da Sam Huntington e Frank Langella obbliga il loro ritorno in due film su Superman nei rispettivi panni di Jimmy Olsen e Perry White. Inoltre Marlon Brando, morto nel 2004, riprende il ruolo di Jor-El attraverso immagini d'archivio. La sceneggiatura iniziò ad essere stesa da per mano di Michael Dougherty e Dan Harris. La pre-produzione fu bloccata il 5 novembre 2007 a causa dello sciopero degli sceneggiatori di Hollywood. Durante gennaio prendeva corso la notizia del licenziamento di Singer e Routh, decisione presa da Bros-DC per un completo riavvio del franchise, e lo stesso anche per gli sceneggiatori. Il film venne ufficialmente cancellato il 22 agosto, con una dichiarazione del presidente della Bros, Jeff Robinov, rilasciata al Wall Street Journal:
Fu in seguito pubblicata online la trama del sequel mai realizzato: 10 anni dopo gli eventi di Returns, l'isola di kryptonite scagliata nello spazio da Superman nel primo film sarebbe cresciuta e diventata una seconda luna per la Terra, che diventa una meta turistica per diverse popolazioni aliene. Tra i visitatori, con grande sorpresa di tutti, vi è anche un altro kryptoniano superstite. Riunitosi al suo simile, Superman viene però criticato da esso perché non usa i suoi poteri per salvare davvero il mondo ponendo fine alle guerre, alla fame e ai problemi politici. Superman gli spiega che suo padre gli aveva proibito di interferire a tal punto nella storia umana ma il kryptoniano superstite decide di mostrargli quanto si sbaglia e comincia a risolvere lui stesso tali problemi, annientando tutti gli eserciti del pianeta e ordinando che non vi siano più guerre. Il mondo acclama il nuovo eroe, che accetta anche di condividere la sua tecnologia avanzata con la Terra, e rinnega invece Superman. Quest'ultimo, però, sospettoso del nuovo arrivato, esamina la sua astronave e scopre diversi cloni del kryptoniano: in realtà il nuovo kryptoniano è un clone/robot che ospita Brainiac, qui presentato come un computer di Krypton che ha preso vita indipendente dopo la distruzione del pianeta. Brainiac intende distruggere la Terra, così come ha distrutto Krypton, e Superman lo affronta. Ogni volta che Superman lo distrugge, Brainiac si trasferisce in uno dei corpi costruiti appositamente per ospitarlo: l'Uomo d'Acciaio allora distrugge la nave e tutti i suoi corpi ma Brainiac si impossessa allora del corpo di Jason, il figlio di Superman. Alla fine, Superman uccideva il suo stesso figlio pur di salvare la Terra. La trama non fu ben accolta dai fan.

### I progetti di Mark Millar
(Millar sulla trilogia.)
Una trilogia sul superuomo è stata pensata e sviluppata per dieci anni dal fumettista Mark Millar. Annunciata ufficialmente il 22 ottobre 2007, a seguito di ritardi legati alla pre-produzione riscontrati in Man of Steel di Bryan Singer dovuti a problemi di sceneggiatura, come eventualità alternativa ad una nuova serie cinematografica distaccata da quella iniziata con Superman Returns. Pochi giorni successivi alla proposta presentata a Warner/DC, viene tutto declinato, ovviando e sperando nel film di Singer, ma anche perché l'occupazione di Millar come scrittore per Marvel Comics, diretta concorrente della DC Comics, ha causato non poche polemiche riguardo l'affidargli uno dei personaggi iconici e storici d'essa.
Adottando nuovi punti di vista e approcci di narrazione completamente diversi da quelli intrapresi al cinema con Christopher Reeve e Brandon Routh, il progetto è stato paragonato all'epicità di trilogie quali Il padrino e Il Signore degli Anelli, con una durata media di 2 ore a film, narrando dalle origini di Kal-El sino alla sua morte causata dallo spegnimento del Sole. Criticando apertamente il film di Singer su quantità e sprechi economici, Millar dichiarò che se avesse avuto semaforo verde il primo film sarebbe probabilmente uscito nel 2011, iniziando a scrivere il copione già in estate 2008. Con la decisione di Warner/DC di reintrodurre il programma degli adattamenti da fumetti per il futuro, dando spazio e priorità a Lanterna Verde, Jonah Hex e film singoli, la trilogia viene rimandata a tempo indeterminato insieme a progettati franchise, compreso quello di Batman.
Prima del posticipo forzato si parlava di un possibile casting già nel 2009 e riprese in estate con Matthew Vaughn indicato come regista, nonché aiutante di Millar durante lo sviluppo del progetto. Nel febbraio 2010 il regista annunciò tramite il suo forum personale che avrebbe presentato alla Warner Bros. il proprio progetto insieme a Vaughn, in relazione al successo ottenuto da Kick-Ass.

## DC Extended Universe

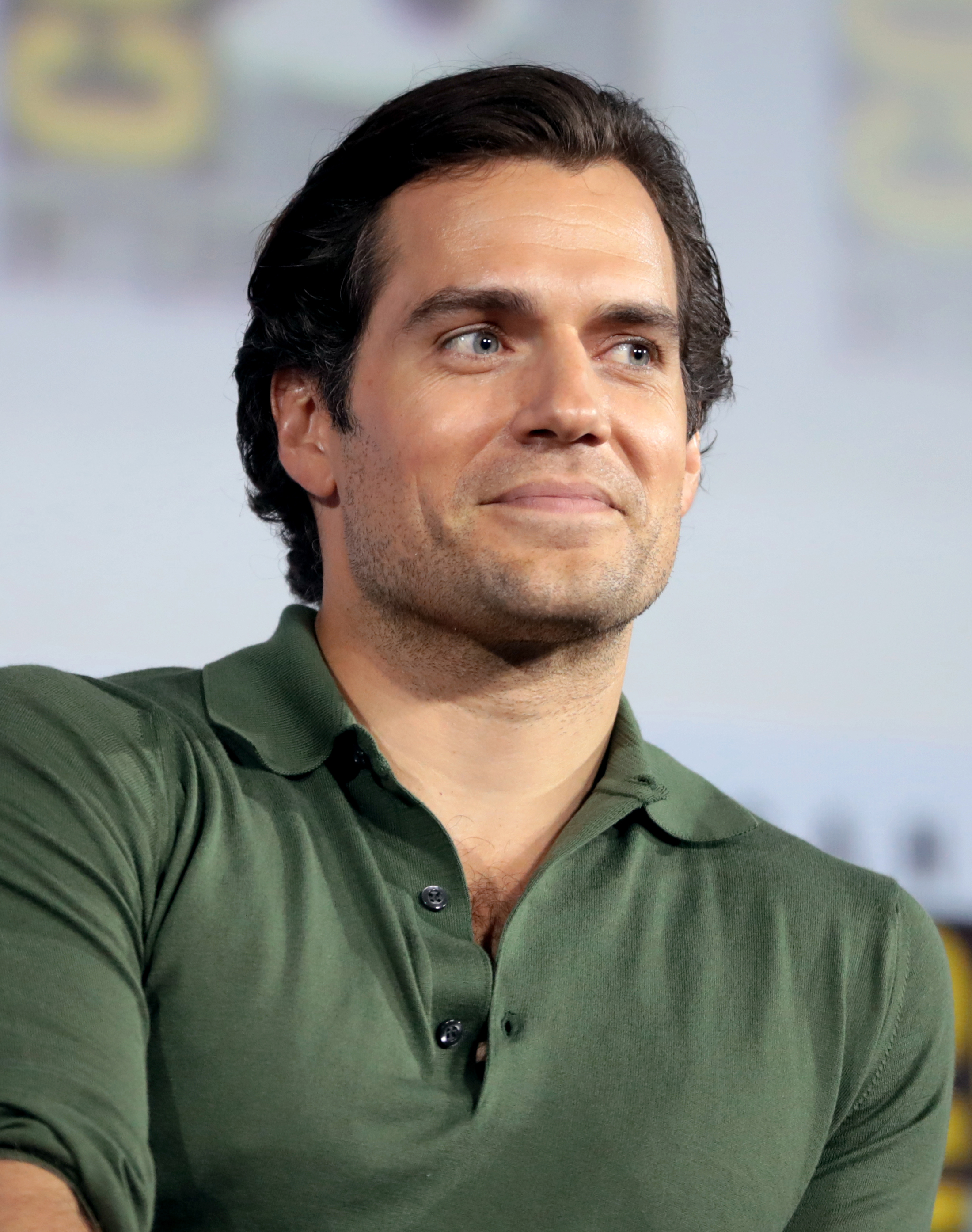
Henry Cavill, interprete di Superman nel DC Extended Universe

### L'uomo d'acciaio(2013)
Nel 2010 la Warner Bros. annunciò di aver incaricato Christopher Nolan, che aveva già diretto il riavvio della saga dedicata a Batman con Batman Begins e Il cavaliere oscuro, di occuparsi della produzione di un film dedicato a Superman, per cui è stato scelto Zack Snyder alla regia e Henry Cavill nel ruolo del supereroe. In autunno 2011 il cast aumenta: Amy Adams sarà Lois Lane, Russell Crowe interpreterà Jor-El, Diane Lane e Kevin Costner saranno i coniugi Martha e Jonathan Kent, genitori adottivi di Superman. Il titolo di lavorazione è L'uomo d'acciaio; la data di uscita stabilita è, dopo una prima previsione per il dicembre 2012, il 14 giugno 2013, circa un anno dopo Il cavaliere oscuro - Il ritorno.

### Batman v Superman: Dawn of Justice(2016)
David S. Goyer e Zack Snyder hanno rispettivamente scritto e diretto Batman v Superman: Dawn of Justice (2016), sequel de L'uomo d'acciaio e secondo capitolo del DC Extended Universe. Christopher Nolan è tornato come produttore, anche se con un ruolo meno rilevante rispetto al primo film. Durante il Superman 75° Anniversary Panel al San Diego Comic-Con del 2013, Goyer ha annunciato che Batman e Superman si sarebbero scontrati, e i titoli provvisori presi in considerazione erano Superman vs Batman e Batman vs Superman. Nei sei mesi successivi, Ben Affleck (nel ruolo di Batman), Gal Gadot (nel ruolo di Wonder Woman), Jesse Eisenberg (nel ruolo di Lex Luthor) e Jeremy Irons (nel ruolo di Alfred Pennyworth) si sono uniti al cast. Da allora, tutti questi attori sono apparsi anche in altri film del DCEU.
Il film è stato distribuito il 25 marzo 2016; inizialmente previsto per luglio 2015, l'uscita è stata posticipata per consentire ai registi di «realizzare pienamente la loro visione, considerando la complessa natura visiva della storia».

### Justice League(2017)
Poco dopo la fine delle riprese de L'uomo d'acciaio, nel giugno 2012 la Warner Bros. assunse Will Beall per scrivere una nuova sceneggiatura di Justice League. Con l'uscita de L'uomo d'acciaio nel giugno 2013, David S. Goyer venne incaricato di scrivere una nuova versione della sceneggiatura, accantonando il copione di Beall. Zack Snyder fu scelto per dirigere il film basato sullo script di Goyer. In seguito, Warner Bros., colpita dalla riscrittura di Batman v Superman, prese in considerazione Chris Terrio per una revisione della sceneggiatura di Justice League. Durante la post-produzione, Zack Snyder abbandonò il progetto a causa della morte della figlia, e Joss Whedon subentrò, curando la sceneggiatura delle nuove scene e dirigendo le riprese aggiuntive.

### Camei (2019–2023)
- Superman fa un cameo nel film del DCEU Shazam! (2019), dove compare brevemente alla fine. È interpretato da Ryan Hadley, controfigura di Zachary Levi, a causa dell'indisponibilità di Henry Cavill.[120] Appare solo dal collo in giù, dopo che Billy Batson annuncia a Freddy Freeman di aver invitato un altro ospite a pranzo. Alla sua vista, Freddy resta a bocca aperta per lo shock.
- Superman viene menzionato anche in The Suicide Squad - Missione suicida (2021), dove Amanda Waller afferma che Bloodsport, nuovo membro della Task Force X, è stato arrestato e incarcerato per aver sparato a Superman con un proiettile di kryptonite.[121]
- Il personaggio compare nuovamente in un cameo nella serie televisiva del DCEU Peacemaker (2022), apparendo brevemente nell'episodio finale della prima stagione. Superman e la Justice League, con l'eccezione di Batman e Cyborg, vengono convocati da Waller per aiutare Christopher Smith / Peacemaker ad affrontare l'esercito dei Butterfly, ma arrivano troppo tardi, perdendo lo scontro. In questa occasione, Superman è interpretato da Brad Abramenko.
- Cavill ha ripreso brevemente il ruolo in un cameo girato per la scena durante i titoli di coda di Black Adam (2022), in cui Superman viene inviato da Amanda Waller a Kahndaq per parlare con Black Adam.
- Nicolas Cage fa un cameo come versione alternativa di Superman in The Flash (2023).[122] In questo film compaiono anche una versioni in CGI di Henry Cavill, George Reeves e Christopher Reeve nei panni di Superman. Inoltre, Sasha Calle interpreta Supergirl, affiancata da una versione in CGI di Helen Slater nei panni della stessa eroina.[123]

## DC Universe

### Superman(2025)
Nel contesto del reboot dell'universo cinematografico DC, il 31 gennaio 2023 il regista James Gunn, co-amministratore delegato dei neonati DC Studios, ha annunciato ufficialmente l'intenzione di realizzare un nuovo lungometraggio sul supereroe kryptoniano, da intitolarsi Superman: Legacy, fissandone la data d'uscita all'11 luglio 2025; della pellicola, Gunn sarà sceneggiatore e regista. Nelle settimane successive all'annuncio, è stato spiegato che il lungometraggio non racconterà le origini del personaggio, bensì che esplorerà il suo rapporto con i suoi comprimari narrativi. La pellicola costituirà il primo film del primo capitolo del DC Universe, noto come Capitolo Uno: Dei e Mostri.
Nel giugno 2023 gli attori David Corenswet e Rachel Brosnahan sono stati individuati come interpreti di Clark Kent / Superman e Lois Lane. Il mese successivo è stata la volta di Nathan Fillion (Guy Gardner), Isabela Merced (Hawkgirl), Edi Gathegi (Mister Terrific) e Anthony Carrigan (Metamorpho); al cast si sono poi aggiunti Nicholas Hoult (Lex Luthor) e Skyler Gisondo (Jimmy Olsen).
Nel febbraio 2024, con l'uscita del first look al film in concomitanza dell'inizio delle riprese, è stato reso noto che il titolo del era stato cambiato in Superman. Il 30 luglio 2024 le riprese volgono al termine, il teaser trailer del film viene pubblicato il 19 dicembre 2024.

### Supergirl(2026)
Nel gennaio 2023, James Gunn ha annunciato un film standalone incentrato sul personaggio di Supergirl, ambientato nel nuovo franchise DCU e ispirato significativamente alla miniserie Supergirl: La donna del domani dello scrittore Tom King. Sia Superman (2025) che Supergirl: Woman of Tomorrow faranno parte del Chapter One del DCU, intitolato Gods and Monsters. Nel novembre dello stesso anno, Ana Nogueira è stata incaricata di scrivere la sceneggiatura. Nel gennaio 2024, Milly Alcock è stata scelta per il ruolo di Kara Zor-El / Supergirl. Craig Gillespie è entrato in trattative per dirigere il film nell'aprile 2024 ed è stato confermato come regista il mese successivo. Le riprese del film sono avvenute tra gennaio e maggio 2025, mentre l'uscita nelle sale è fissata per il 26 giugno 2026; nel giugno 2025 il film è stato rinominato semplicemente in Supergirl.

### Camei (2024–)
- Clark Kent / Superman fa un cameo non parlato, nella serie animata Creature Commandos, dove viene mostrato in una visione di un possibile futuro in cui è stato ucciso insieme a numerosi altri eroi, tra cui Batman, Wonder Woman, Hawkgirl, Peacemaker, Vigilante, Blue Beetle, Booster Gold, Starfire, Mister Terrific, Lanterna Verde, Supergirl, Robin, Flash e Judomaster.[138]